# Willy Gordon

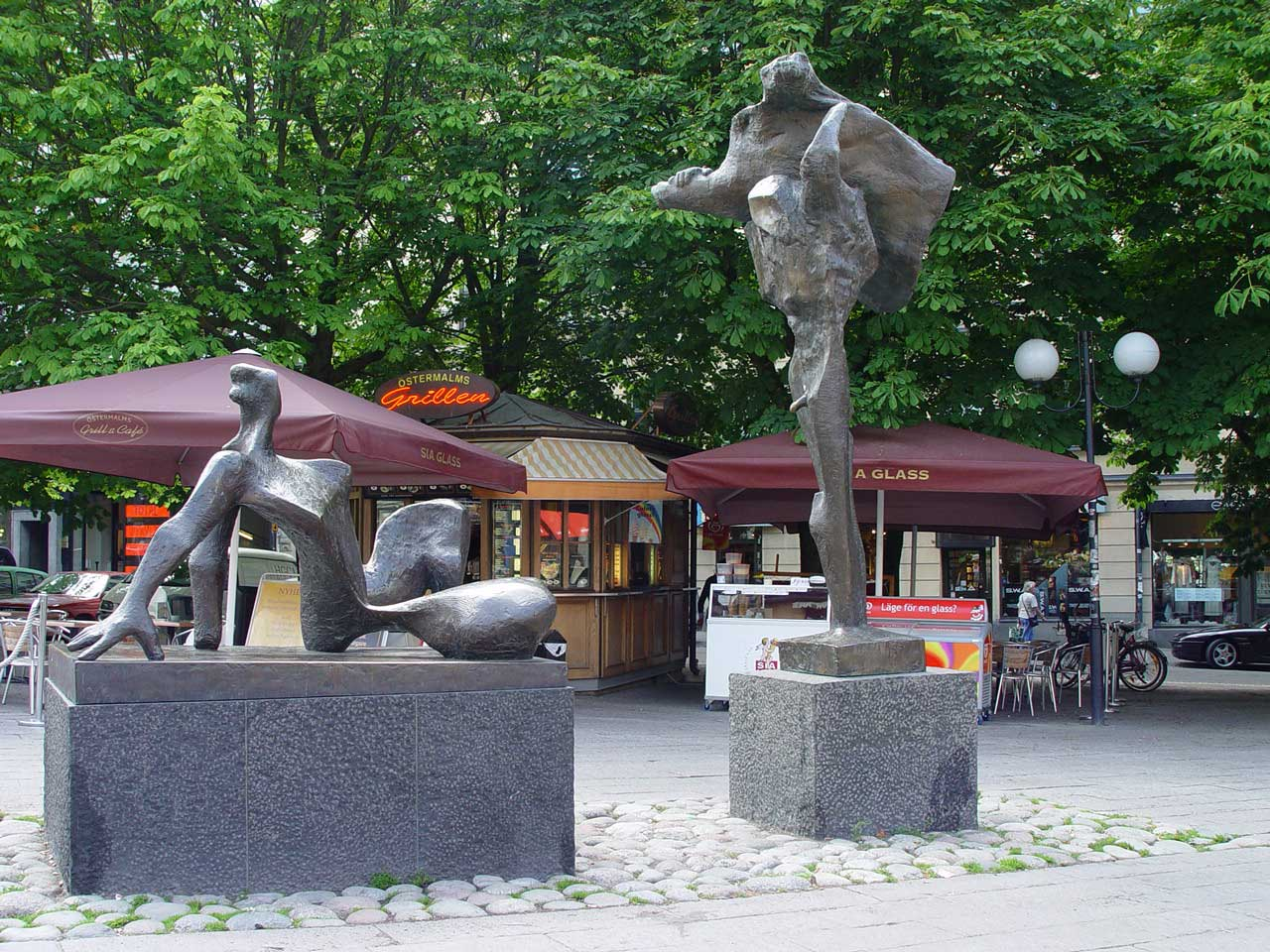
Möte, på Östermalmstorg i Stockholm.

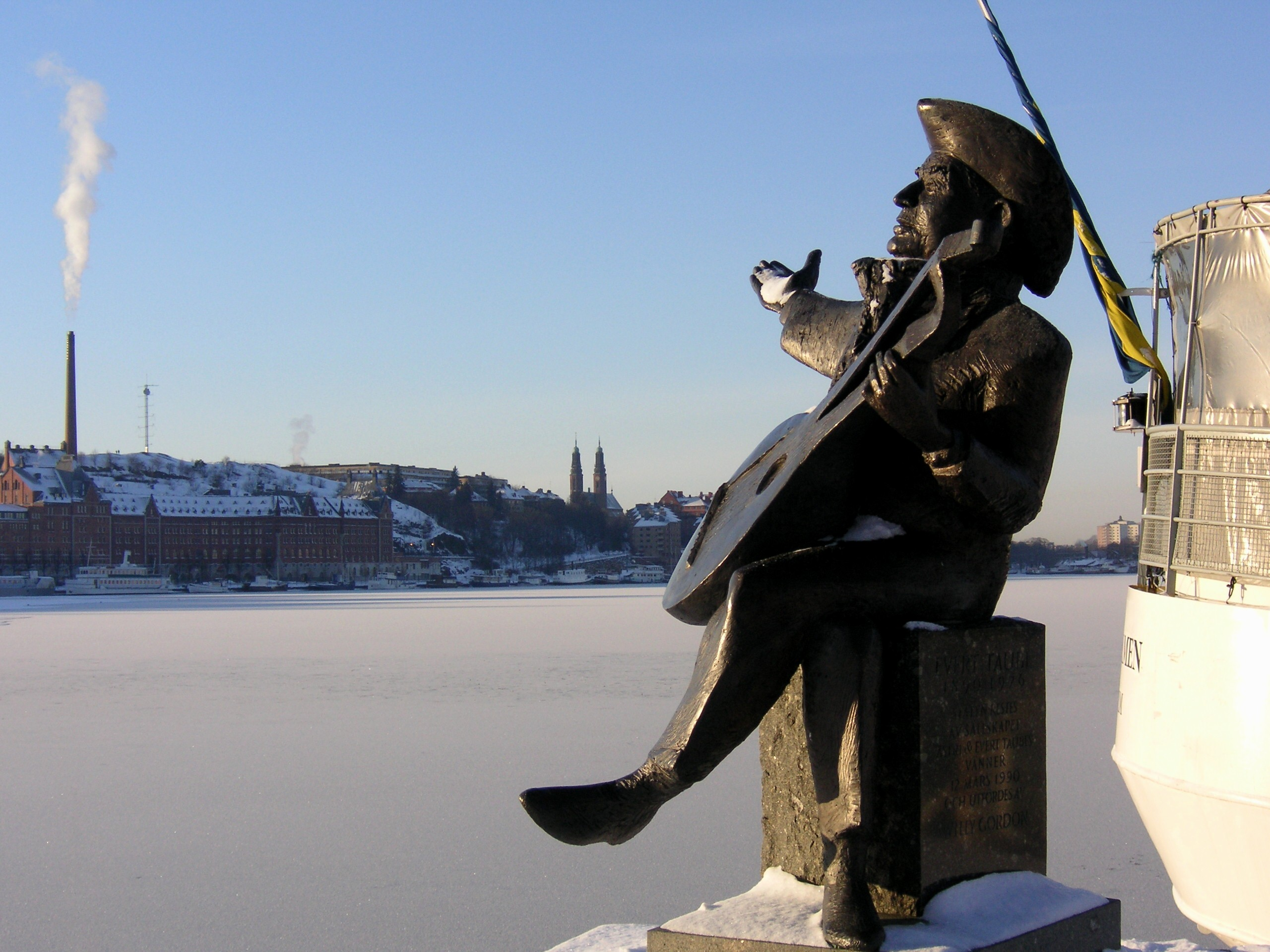
Evert Taube, på Evert Taubes terrass i Stockholm.

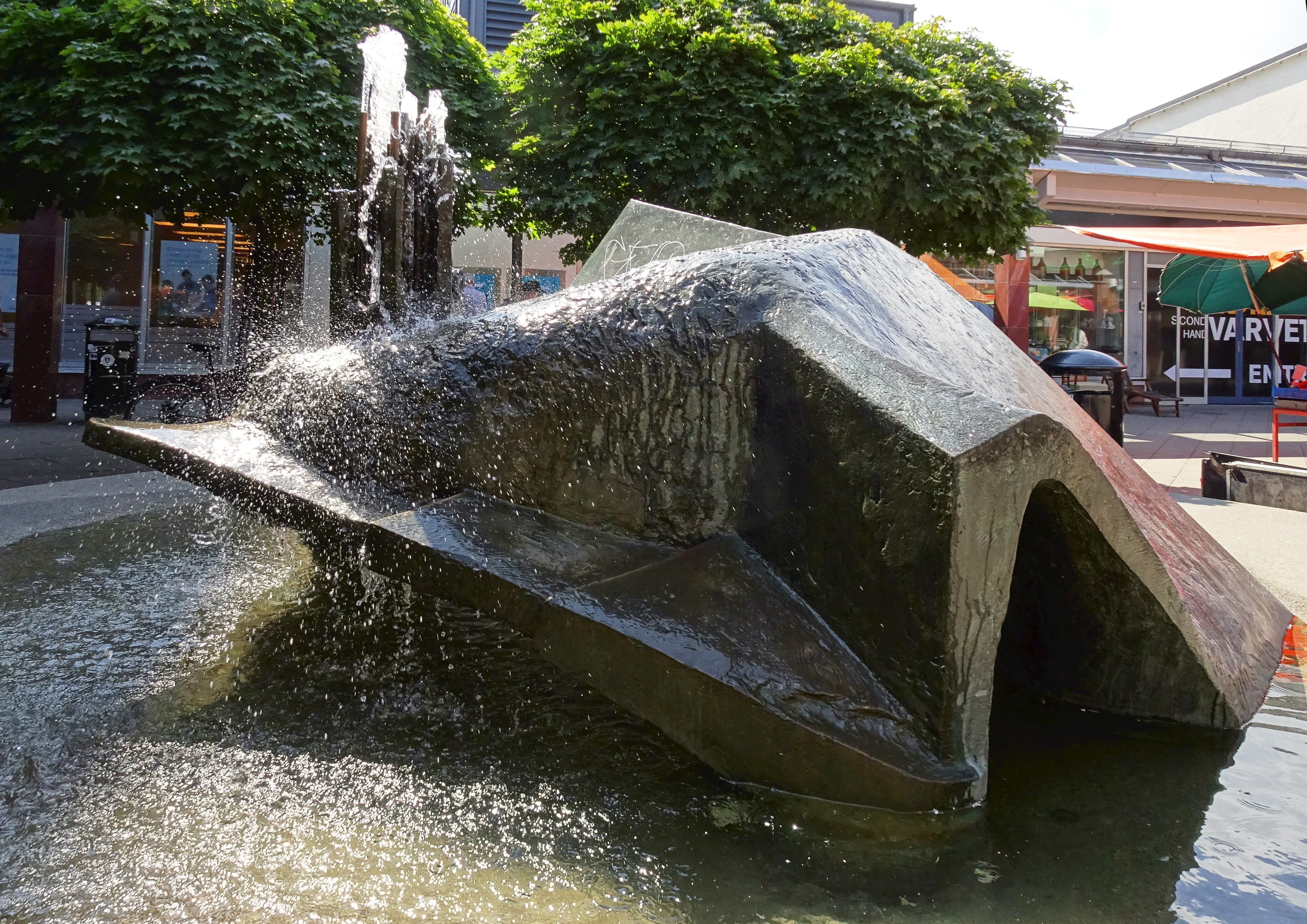
Malm och vatten Högdalens centrum.

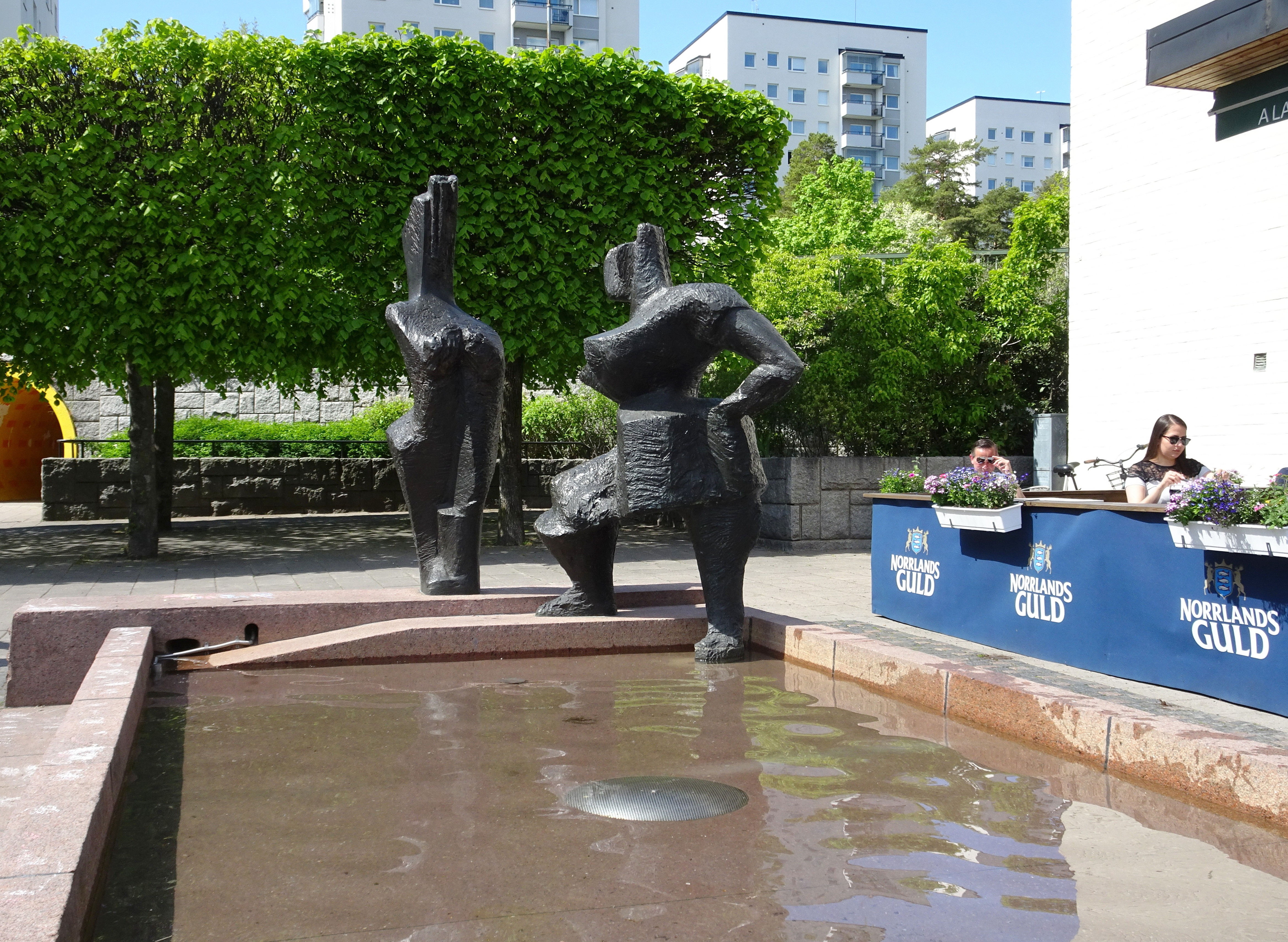
Fruarna Fruängens centrum.

Willy Wulf Gordon, född 2 juli 1918 i Reņģe i Ryssland (nuvarande Lettland), död 12 juli 2003 i Stockholm, var en svensk skulptör.

## Biografi
Willy Gordon föddes i dåvarande ryska guvernementet Kurland och kom med familjen till Malmö som sjuåring när hans far Israel Gordon (1882-1973) fick en anställning som kantor i Judiska församlingen Malmö. Han studerade skulptur 1940–1945 för Nils Sjögren på Konsthögskolan i Stockholm och senare för Ossip Zadkine i Paris. Han har mest gjort sig känd för sina offentliga konstverk, som finns på omkring femton orter i Sverige.
Willy Gordon var verksam i Stockholm större delen av sitt liv, och där finns bortemot ett dussin offentliga skulpturer, till exempel Evert Taube-statyn på Riddarholmskajen (också en version i Grebbestad), Fruarna i Fruängens centrum, Levande malm utanför LKAB:s tidigare huvudkontor på Karlavägen i Stockholm (också i Kiruna och vid Fysicum i Lund) och Flykten med Toran, ursprungligen ett ungdomsverk från 1945, utanför Stockholms synagoga. På Dramaten sattes så sent som år 2006 upp ett porträtthuvud i brons av Erland Josephson, ursprungligen i terracotta och från 1976. Störst uppmärksamhet har Gordon fått för sin skulptur utanför Östermalms saluhall, Möte, som avbildar en man som bär på ett stycke kött framför en liggande kvinna. Skulpturen har vållat protester och vandaliserats vid två tillfällen, senast i december 2006.
Många av Gordons verk avbildar liksom Möte människokroppen kraftigt stiliserad, influerad av Zadkine och också på av ett sätt som för tanken till skulptörer som Eric Grate och Henry Moore. Han utnyttjade under 1960- och 1970-talen kristallina och molekylära strukturer i celler och bergarter till originella monumentalverk. På 1990-talet vann han tillsammans med arkitekten Tsila Zak en tävling om en gestaltning av en minnesplats i den litauiska huvudstaden Vilnius för att hedra stadens månghundraåriga judiska kultur.
Han var gift med konstnären och kalligrafen Mona Gordon.

## Offentliga verk i urval
- Flykten med Toran, brons, 53 cm hög (1945), senare i större format utanför Stockholms synagoga vid Wahrenbergsgatan i Stockholm. 59°19′54.67″N 18°4′27.57″Ö / 59.3318528°N 18.0743250°Ö
- Minnesmärke över andra världskrigets offer, granit och brons (1949), Judiska begravningsplatsen i Malmö.
- Karl Hovberg-monumentet, granit och brons (1952), Kommunparken i Järpen
- Rågskörd, brons (1960), Rågsveds centrum i Stockholm 59°15′25.15″N 18°1′38.62″Ö / 59.2569861°N 18.0273944°Ö samt Sörbäcksgatan i Malmö.
- Levande Malm, brons, glas och lampa som ingår i kompositionen (numera utbytt till rostfritt stål) (1961), LKAB:s huvudkontor i Kiruna. Två mindre versioner finns på Karlavägen i Stockholm 59°20′26.17″N 18°4′33.65″Ö / 59.3406028°N 18.0760139°Ö och vid Fysicum i Lund.
- Malm och vatten, fontän i brons (1962), Högdalens centrum, Stockholm.
- Mor och Barn, brons (1964), Söderkullatorget i Fosie i Malmö. 55°34′16.02″N 13°0′34.82″Ö / 55.5711167°N 13.0096722°Ö
- Protoorganism, brons (1965), Gröna stugans väg i Bredäng i Stockholm. 59°17′43.25″N 17°56′15.77″Ö / 59.2953472°N 17.9377139°Ö
- Moder, brons (1966), Judiska Hemmet, Johanneshov i Stockholm.
- Fruarna, brons (1968), Fruängens centrum i Stockholm. 59°17′8.74″N 17°57′47.50″Ö / 59.2857611°N 17.9631944°Ö
- Kosmisk moder, brons (1970), Skövde.
- Molekylär komposition, brons (1970), innegård på Karolinska Universitetssjukhuset i Solna 1997.
- Evolution, brons (1972), Lindängsstigen i Malmö.
- Till Axel Danielsson,  brons (1973), Nobeltorget i Malmö  (Hommage a Axel Danielsson). 56°35′29.71″N 13°1′13.50″Ö / 56.5915861°N 13.0204167°Ö
- Camilla Assise, brons (1976), Landskrona och, deponerad, utanför Eriksdalsbadet i Stockholm.
- Porträtt av Erland Josephson, terracotta (1976), brons (2006), i Dramaten i Stockholm.
- Bärarmolekyl, brons (1977),  Karolinska Institutet i Solna.
- Möte, brons (1974-88), Östermalmstorg, Stockholm. 59°20′9.43″N 18°4′43.43″Ö / 59.3359528°N 18.0787306°Ö I mindre format på Bommersvik.
- Porträtt av Birgit Cullberg (1981), brons, Teaterparken i Nyköping och Dansmuseet i Stockholm.
- Att giva och taga (1982), Östra kyrkogården i Karlskoga.
- Porträtthuvud av Bengt Häger, brons, Dansmuseet i Stockholm.
- Byråkraten, brons (1985), placerad utanför dåvarande Skattemyndigheten, Bollnäs.
- Evert Taube, brons (1990), Evert Taubes terrass, på Riddarholmen i Stockholm. 59°19′30.82″N 18°3′41.03″Ö / 59.3252278°N 18.0613972°Ö
- Evert Taube, brons (2002), på torget i Grebbestad, tillskapad genom GrebbestadsPrinsarna och lokala sponsorer.
- Jussi Björling, brons (1974), Jussi Björlings Torg i Borlänge. Miniatyr på trappräcket i Jussi Björling-museet i Borlänge.
- Olof Palme, brons på sten (1989), Folkets Park i Malmö
- Att giva och att taga, fontän i brons och granit (1982), Östra kyrkogården i Karlskoga
- Raoul Wallenbergs gärning, brons (1999), i Stadshusparken, Lidingö stadshus på Lidingö.
- Rauk, brons (2001), Sävja i Uppsala.
- Smärtans kristall, porträtt av Selma Lagerlöf, brons (2001) Forshagagatan/Molkomsbacken i Farsta i Stockholm
- Bengt Häger, brons (2002) porträttbyst, Dansmuseet i Stockholm

- Gordon finns representerad vid bland annat Nationalmuseum[6] i Stockholm.

## Fotogalleri, verk i urval

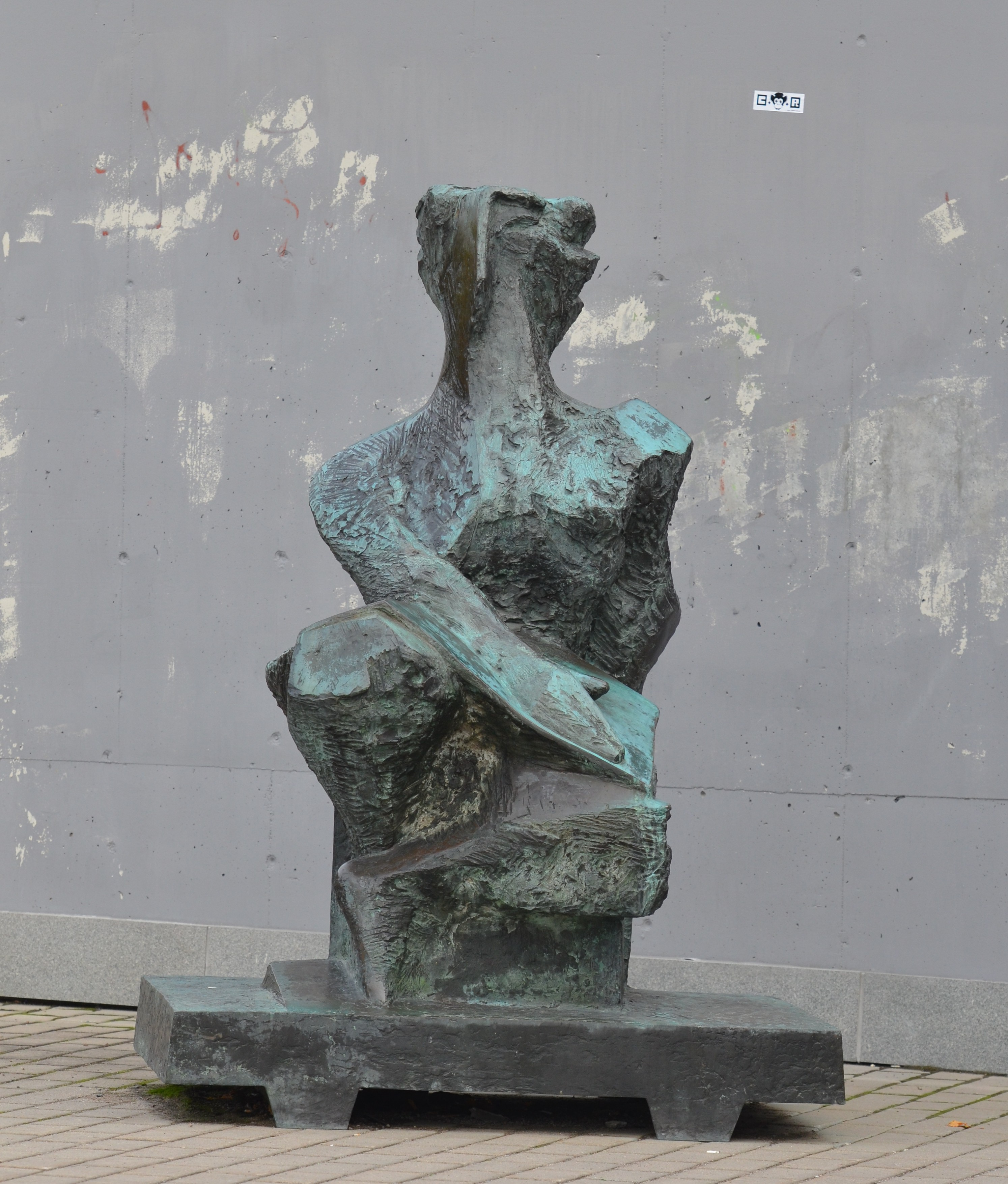
Camille Assise utanför Eriksdalsbadet i Stockholm
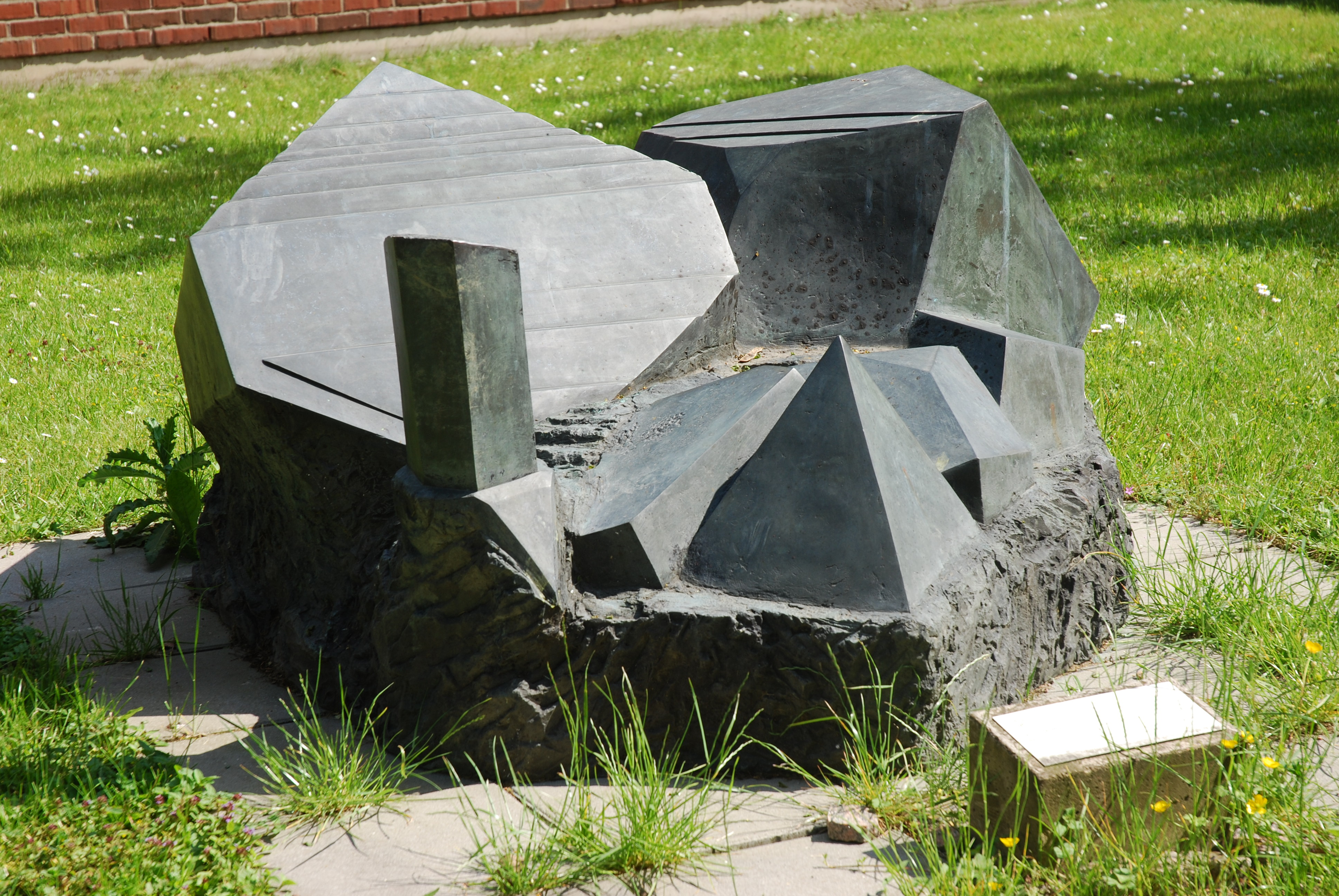
Levande malm i Lund
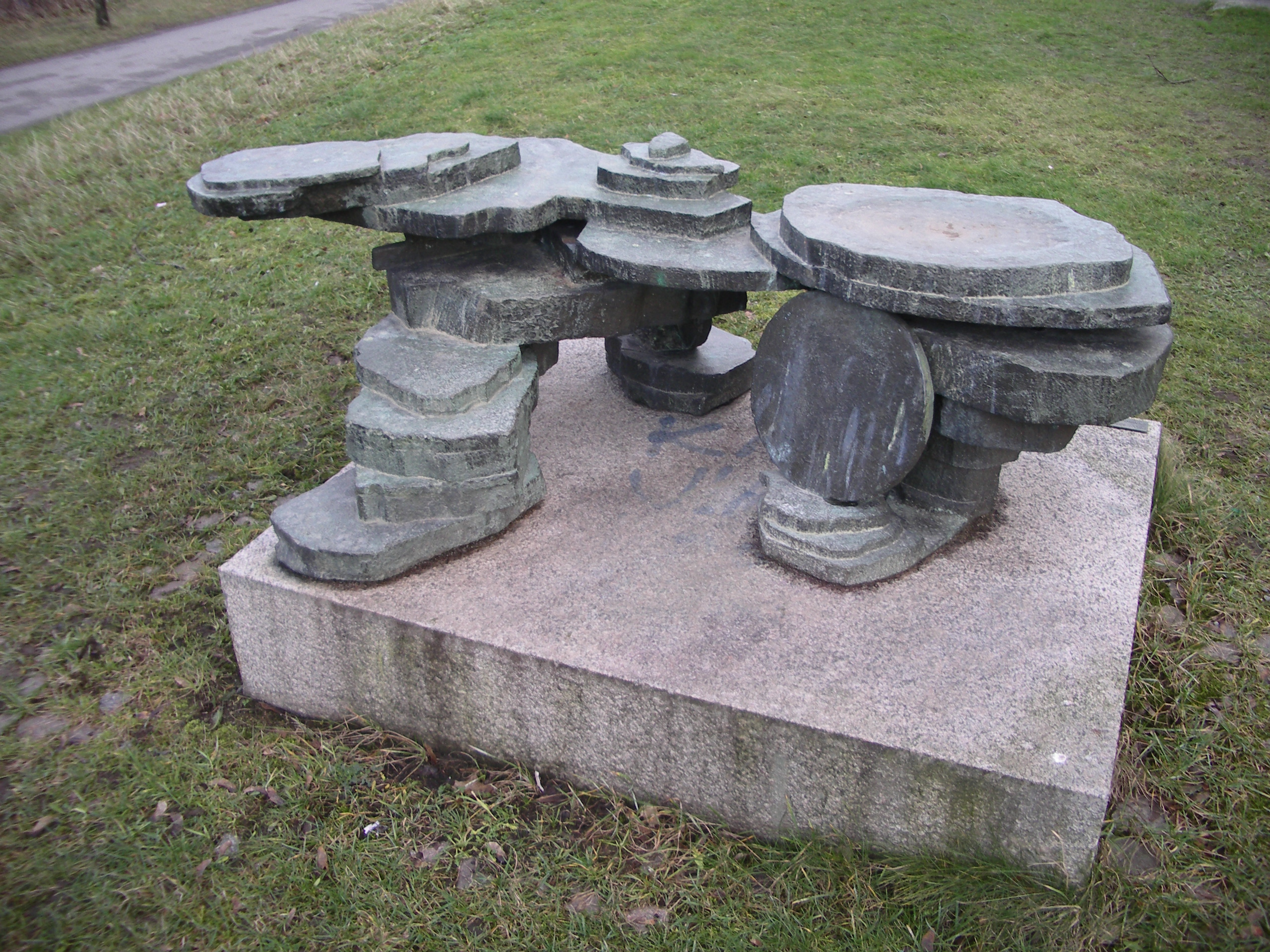
Protoorganism i Bredäng i Stockholm
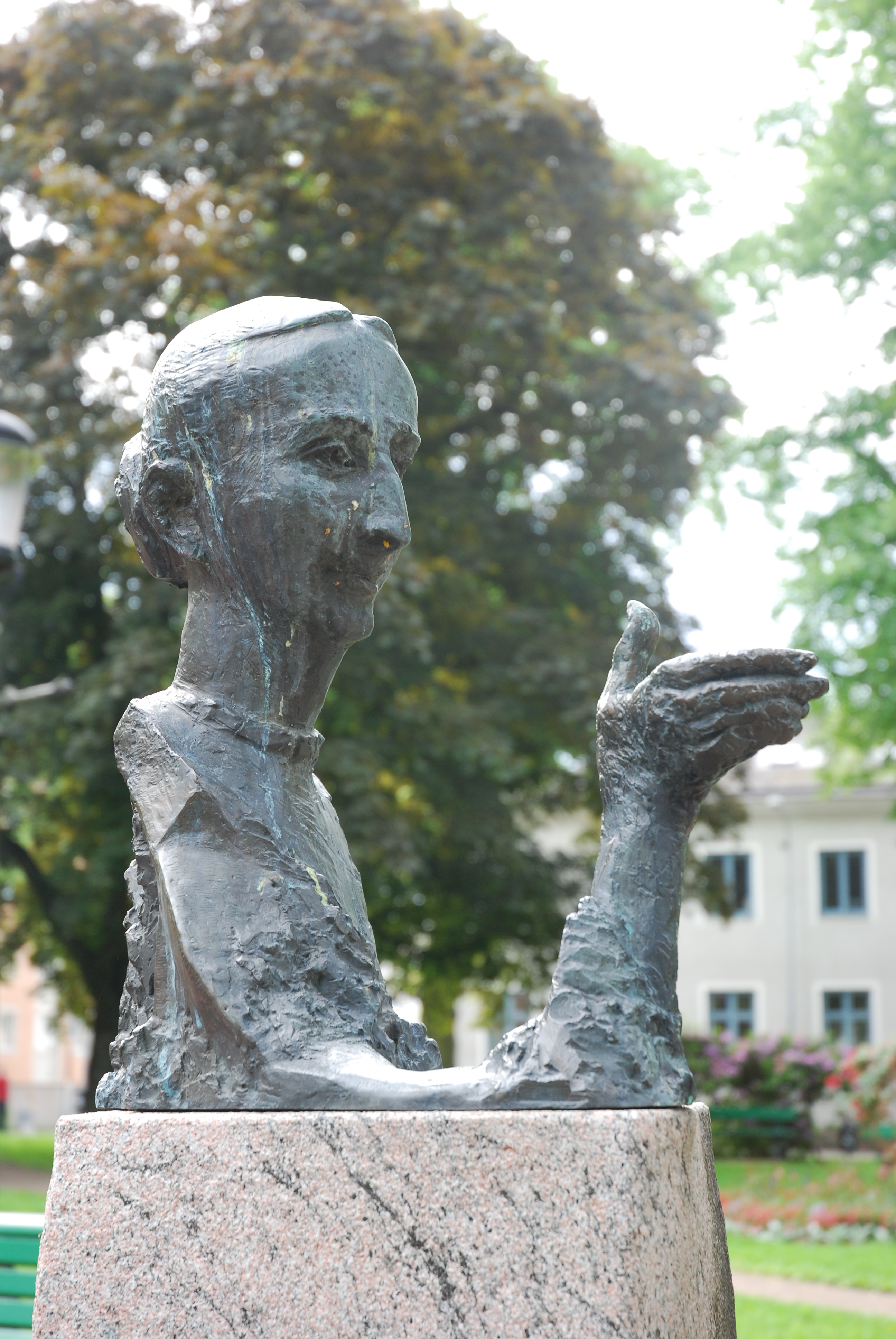
Porträtt av Birgit Cullberg i Nyköping
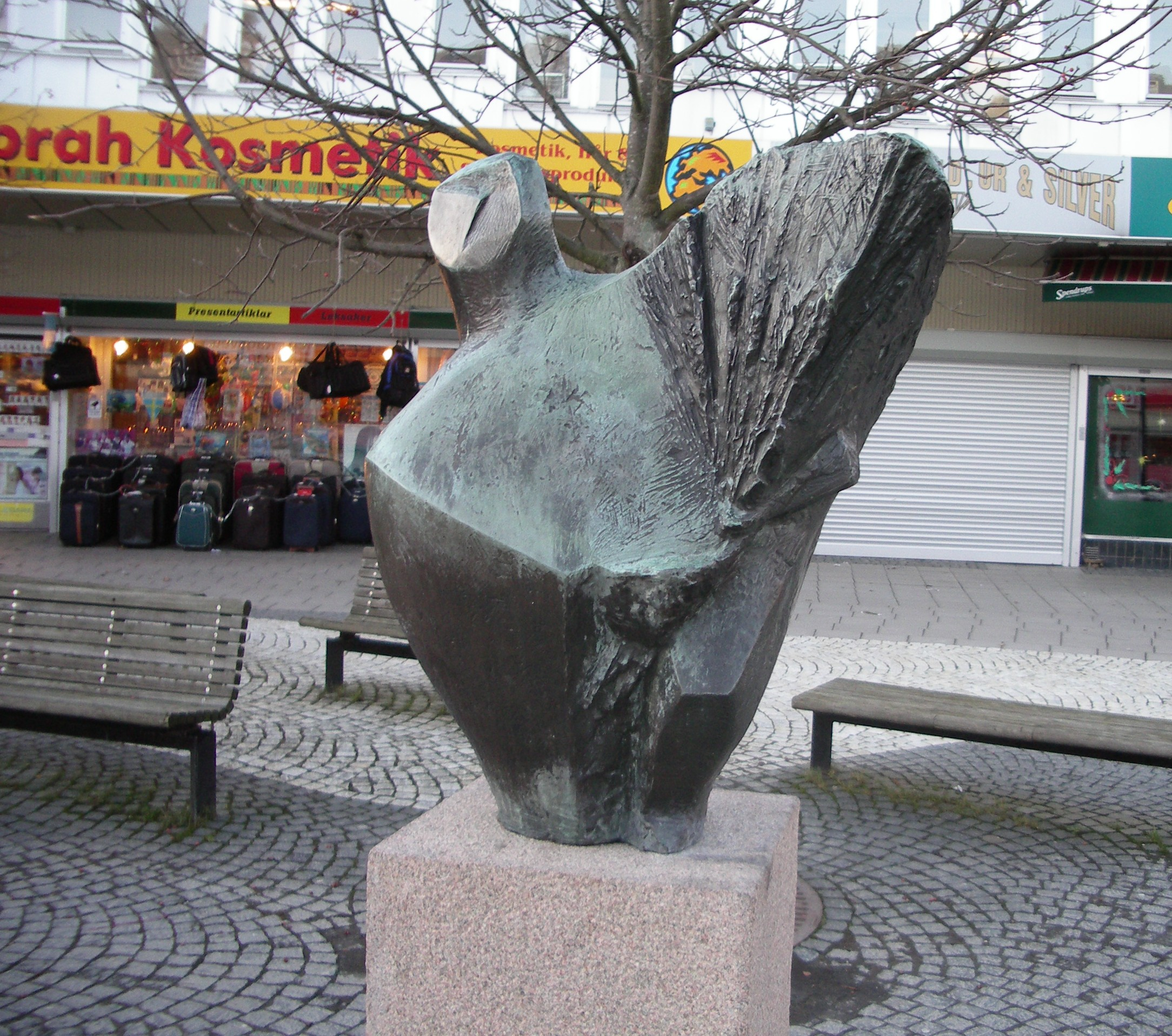
Rågskörd i Rågsved i Stockholm
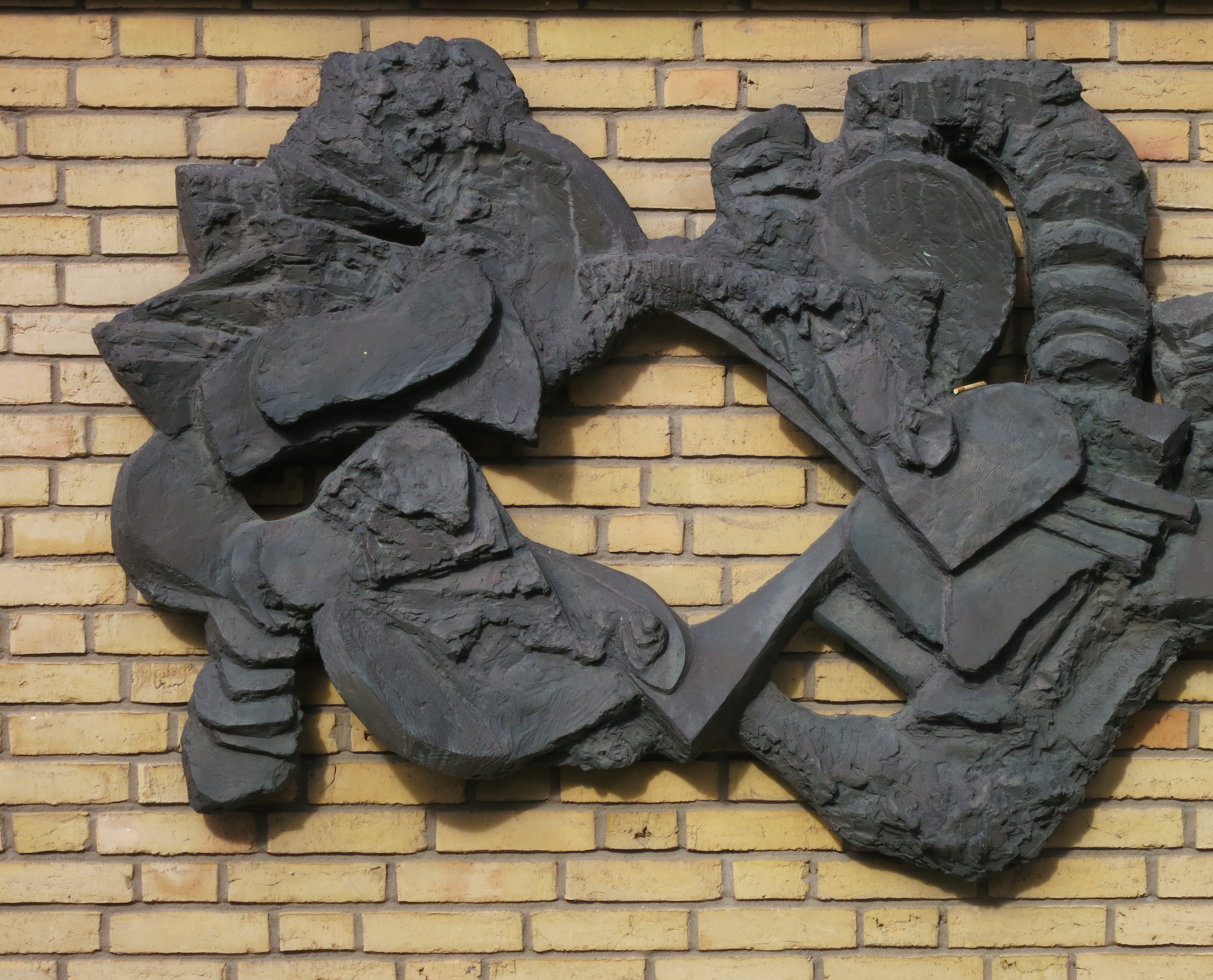
Bärarmolekyl i Malmö